# Yaakov Ben-Dov
Yaakov Ben-Dov (21 juin 1882 – 7 mars 1968) est un photographe et un pionnier du cinéma en Palestine. On le surnomme le « père du cinéma juif ».

## Biographie
Ben-Dov est né en Ukraine et a fait ses études à l'Académie des beaux-arts de Kiev. 
Il est arrivé en Israël avec la seconde Aliyah et a obtenu son diplôme à l'École des beaux-arts Bezalel.
Yaakov Ben-Dov a filmé plusieurs des premières prises de vue d'une expédition archéologique : les fouilles de la synagogue de Hamat Gader. Ces images furent reprises dans son film Shivat Zion (« Retour à Sion ») en 1920.
En 1993, un film a donné une rétrospective de sa vie et de son œuvre : Yaacov Ben Dov: Father of the Hebrew Film.
Il est le père de l'artiste peintre Hanna Ben-Dov.
Il est enterré au cimetière juif du mont des Oliviers à Jérusalem.

## Films
- Yehuda Hameshukhreret, 1918
- Eretz Yisrael Hameshukhreret, 1919
- Shivat Zion, 1920
- Eretz Yisrael Hamithadeshet, 1923
- Banim Bonim, 1924
- Ha-Tehiya, 1927
- Aviv B'Eretz Yisrael, 1928
- Yoman Eretz Yisrael, 1932